# Cephalanthera longifolia
Cephalanthera longifolia es una especie de orquídea de hábito terrestre. Se encuentran en gran parte del oeste y el sur de Europa, siendo común en algunas partes de su área de distribución, tales como el sur de Francia y España, pero en peligro de extinción en particular en las zonas del norte, como Bélgica.

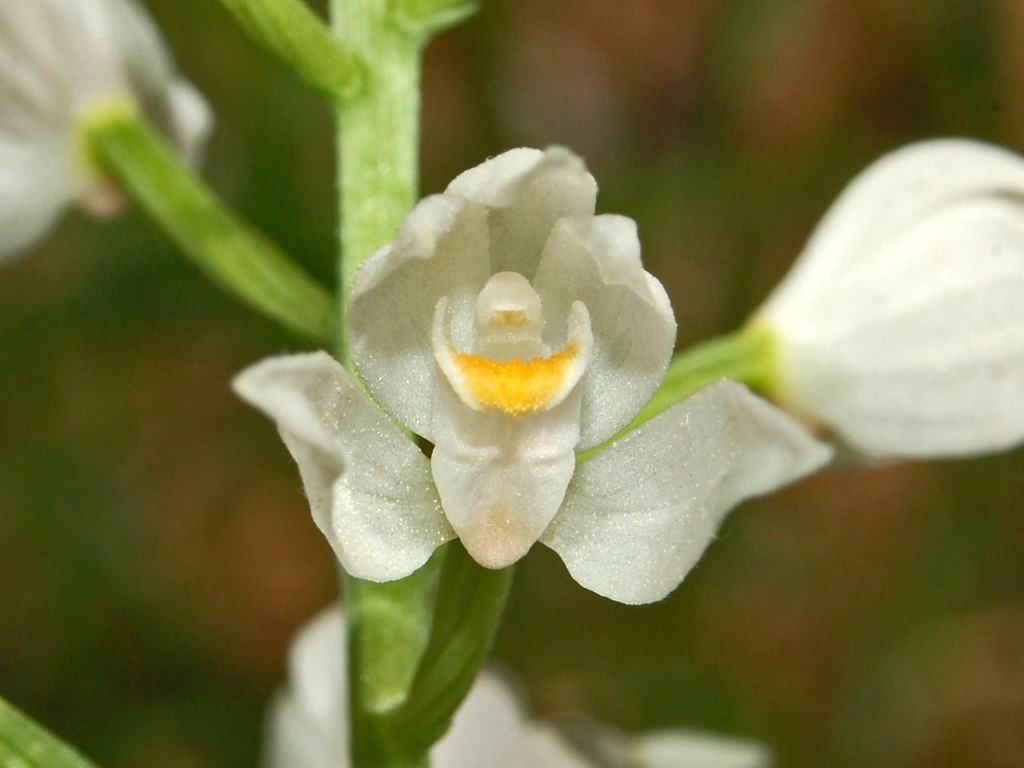
Detalle de la flor

## Descripción
Tiene las hojas largas, estrechas y afiladas de donde deriva su nombre común.  La planta alcanza una altura de unos 25 cm en condiciones típicas. La inflorescencia consta de 8-20 flores acampanadas de aproximadamente 1 cm de tamaño, a menudo no totalmente abiertas. Se pueden encontrar en flor de abril a agosto, dependiendo de la ubicación y altitud. Por lo general crece en lugares húmedos de los bosques.
Es posible su confusión con Cephalanthera damasonium la cual tiene las flores más amarillentas y más grandes, además de tener brácteas florales más largas que el ovario.
En el Reino Unido es una especie en declive, y los trabajos de conservación se está llevando a cabo en una serie de sitios. En 2007 fue clasificada como una especie prioritaria en el marco del Reino Unido Plan de Acción sobre Biodiversidad.

## Taxonomía
Cephalanthera longifolia fue descrita por (L.) Fritsch y publicado en Oesterreichische Botanische Zeitschrift 38: 81. 1888.
Citología
Número de cromosomas de Cephalanthera longifolia (Fam. Orchidaceae) y táxones infraespecíficos: 2n=32
Etimología
Ver: Cephalanthera
longifolia: epíteto latino que significa "con largas hojas".
Sinonimia
- Cephalanthera acuminata Wall. ex Lindl. (1840)
- Cephalanthera angustifolia Simonk. (1887)
- Cephalanthera ensifolia Rich. (1817)
- Cephalanthera grandiflora Gray (1821)
- Cephalanthera lonchophylla Rchb.f. (1851)
- Cephalanthera longifolia f. angustifolia Maire & Weiller (1959)
- Cephalanthera longifolia f. latifolia (Maire) Maire & Weiller (1959)
- Cephalanthera longifolia var. pilosa Harz (1896)
- Cephalanthera maravignae Tineo in G.Gussone (1844)
- Cephalanthera pallens Rich. (1817)
- Cephalanthera thomsonii Rchb.f. (1876)
- Cephalanthera xiphophyllum Rchb.f. (1851)
- Cephalanthera xiphophyllum var. latifolia Maire (1914)
- Epipactis ensifolia F.W.Schmidt (1795)
- Epipactis grandiflora (L.) Sm. (1795)
- Epipactis grandifolia All. (1785)
- Epipactis pallens Sw. (1805)
- Epipactis pallida Sw. (1800)
- Epipactis xiphophylla (Ehrh. ex L.f.) Sw. (1805)
- Limodorum acuminatum (Wall. ex Lindl.) Kuntze (1891)
- Limodorum grandiflorum (L.) Kuntze (1891)
- Limodorum longifolium (L.) Kuntze (1891)
- Serapias ensifolia Murray (1784)
- Serapias grandiflora L. (1767)
- Serapias helleborine var. longifolia L. (1753) (Basionymum)
- Serapias lonchophyllum L.f. (1782)
- Serapias longifolia (L.) Scop. (1772)
- Serapias nivea Vill. (1787)
- Serapias pallida Wahlenb. (1814)
- Serapias xiphophyllum Ehrh. (1782)